# Marlon de Almeida

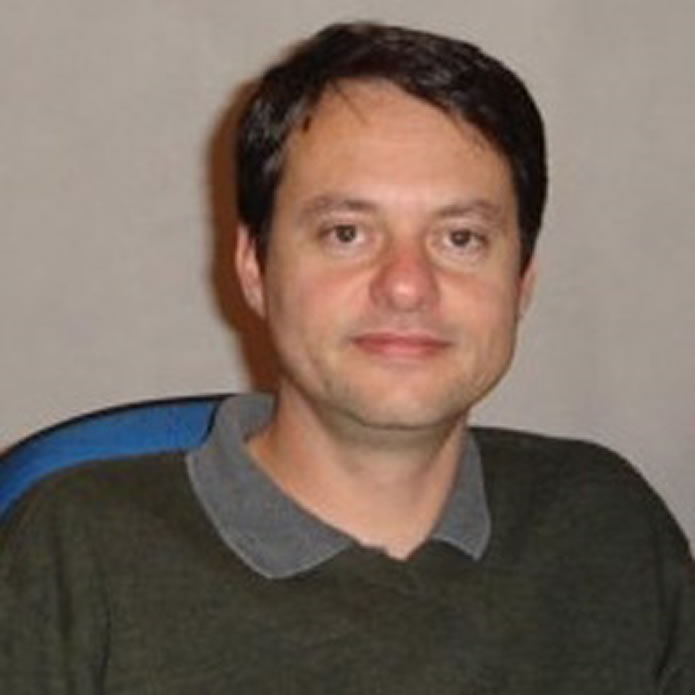
Poeta Marlon de Almeida.

Marlon Mello de Almeida é um poeta e professor brasileiro. Nascido em Porto Alegre em 25 de maio de 1966, publicou 9 obras, sendo 8 poéticas e possui textos publicados em outras 5 antologias. É doutor em Letras pela Universidade Federal do Rio Grande do Sul (UFRGS), onde leciona, com tese sobre a poesia de Guilhermino Cesar. Foi indicado ao Prêmio Portugal Telecom de Literatura Brasileira com o livro Malabares ou clube dos incomparáveis (2003). Venceu o Prêmio da Associação Gaúcha de Escritores com a obra Prosa do mar (2008), e com Arrastão e outros poemas (2014) venceu o Prêmio Livro do Ano - Poesia - da Associação Gaúcha de Escritores. Em 2013 venceu o Prêmio Offlip de Literatura (da Feira Literária de Paraty) para textos inéditos. Além desses prêmios, Marlon de Almeida foi agraciado com a ordem do mérito da Sociedade Parthenon Literário e com o certificado de finalista do Prêmio Amigos do Livro, da Associação Gaúcha de Escritores, pelo programa de rádio Poesia Blues (2013-2014) da Rádio Falando de Amor.

## Publicações

### Poesia
- Histórias de um domingo qualquer, AGE, 1994, apresentação de Maria da Glória Bordini.

- Domingo desde a esquina, AGE, 1997. (Finalista do Prêmio Açorianos de Literatura)

- Domingo de futebol, Secretaria Municipal da Cultura de Porto Alegre/Xerox do Brasil, 1997, (livro selecionado no projeto AUTOR DO DIA promovido pela SMC/Xerox) prefácio de Rui Carlos Ostermann.

- Domingo de chuva, AGE, 2000, apresentação de Charles Kiefer.

- Malabares ou Clube dos Incomparáveis, AGE/FUMPROARTE, 2003, (livro finalista do Prêmio Portugal Telecom de Literatura Brasileira) prefácio de Maria do Carmo Campos.

- Prosa do Mar, 7Letras/FUMPROARTE, 2008, prefácio de Fabrício Carpinejar.

- O Pistoleiro e o Guarda-metas de Bagé, 2 curtiram, 2012, prefácio de Kenny Braga.

- Arrastão e Outros poemas, Off-flip, 2014, prefácio de Ovídio Poly Júnior.

### Antologias
- Antologia do Sul, Assembléia Legislativa do Rio Grande do Sul, 2002.

- Poemas nos ônibus: antologia. Secretaria Municipal de Porto Alegre, 2003.

- O melhor da festa. Festipoa literária, 2010.

- Coletânea de Poesia Gaúcha. Assembleia Legislativa do Rio Grande do Sul, 2013.

- Coletânea Prêmio off flip. Selo off flip editora, Paraty, RJ, 2014.

### Outros:
- Como fala sua tribo, dicionário de gírias. AGE, 2000.